# 6176 Horrigan
6176 Horrigan (1985 BH) là một tiểu hành tinh vành đai chính được phát hiện ngày 16 tháng 1 năm 1985 bởi Z. Vavrova ở Klet.